# 特雷济耶
特雷济耶（法語：Tréziers，法語發音：[tʁezje] ⓘ）是法国奥德省的一个市镇，属于利穆区。

## 地理
特雷济耶（43°3'25"N, 1°57'15"E）面积6.41 平方千米，位于法国奧克西塔尼大區奥德省，该省份为法国南部沿海省份，北起塔恩省，西北接上加龙省，西接阿列日省，南至东比利牛斯省，东临地中海，东北与埃罗省接壤。
与特雷济耶接壤的市镇（或旧市镇、城区）包括：拉加尔德、穆兰讷夫、科比耶尔、瓦勒德朗布罗讷。

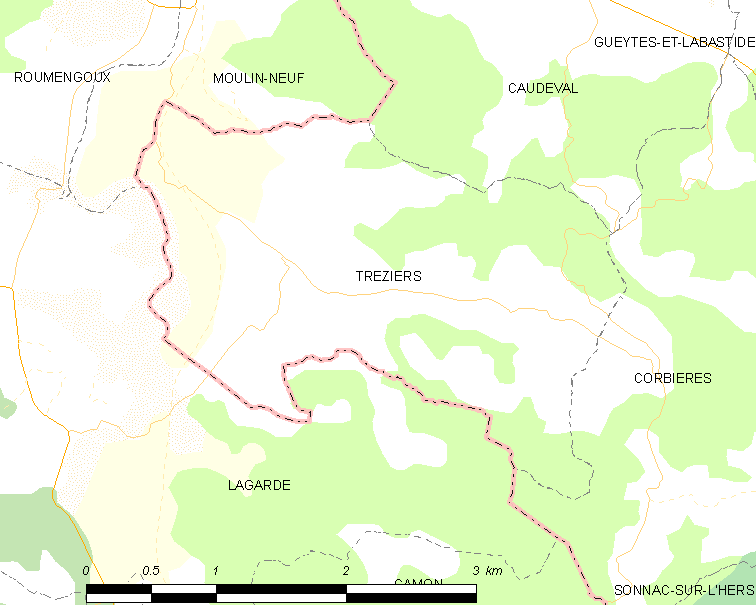
特雷济耶的OSM定位图

特雷济耶的时区为UTC+01:00、UTC+02:00（夏令时）。

## 行政
特雷济耶的邮政编码为11230，INSEE市镇编码为11400。

## 政治
特雷济耶所属的省级选区为上奥德河谷县。

## 人口

1962-2008年间特雷济耶人口变化图示

特雷济耶于2022年1月1日时的人口数量为100人。